# Durante Duranti
Pour les articles homonymes, voir Duranti.
Durante Duranti (né le 5 octobre 1507 à Palazzolo sull'Oglio, dans l'actuelle région Lombardie, alors dans la république de Venise et mort le 24 décembre 1557  à Brescia) est un cardinal italien du XVIe siècle.

## Biographie
Durante Duranti est clerc de Brescia et préfet de la maison du pape pendant le pontificat de Paul III. Il est nommé prince-évêque d'Alghero en 1538 et transféré au diocèse de Cassano en 1541.
Mgr Duranti est créé cardinal par le pape Paul III lors du consistoire du 19 décembre 1544. Le cardinal Duranti est nommé légat en Camerino, Spolète et Ombrie et est nommé évêque de Brescia en 1551.
Duranti participe au conclave de 1549-1550 lors duquel Jules III est élu et aux deux conclaves de 1550 (élection de Marcel II et de Paul IV).